# AGS-17
AGS-17 Plamya (tiếng Nga: Avtomatischeskyi Granatmyot Stankovyi Plamya) là súng phóng lựu tự động do Liên Xô thiết kế và đưa vào sử dụng từ năm 1967.
AGS-17 là vũ khí hạng nặng yểm trợ cho bộ binh, được gắn trên giá 3 chân hoặc trên các phương tiện chiến đấu, dùng loại lựu đạn 30 mm. Lựu đạn được đặt trong thùng có sức chứa tới 30 quả và được gắn với súng. Nòng súng có thể tháo rời để tiện cho di chuyển. Giá 3 chân có cần nâng để súng có thể chuyển từ bắn thẳng sang bắn cầu vồng.
Sau Xung đột biên giới Xô-Trung, quân đội Liên Xô thấy có nhu cầu về loại vũ khí hiệu quả để chống lại chiến thuật biển người. Những phát hiện về loại súng phóng lựu tự động mà quân đội Hoa Kỳ sử dụng trong Chiến tranh Việt Nam đã thôi thúc Liên Xô phát triển loại súng phóng lựu tự động riêng cho mình. AGS-17 được phát triển trong bối cảnh như thế.
AGS-17 còn được trang bị cho xe chiến đấu bộ binh và máy bay trực thăng.

## Các nước sử dụng
- Afghanistan
- Angola
- Ấn Độ
- Bulgaria
- Chad
- Trung Quốc
- CHDCND Triều Tiên
- Cuba
- Phần Lan
- Gruzia
- Iran
- Iraq
- Latvia
- Montenegro
- Mozambique
- Nicaragua
- Ba Lan
- Nga
- Serbia
- Lào
- Việt Nam